# Dynlira
Dynlira (Puffinus holeae) är en förhistorisk utdöd fågel i familjen liror inom ordningen stormfåglar. Den förekom tidigare i Kanarieöarna.

## Tidigare utbredning och utdöende
Fågeln häckade i Kanarieöarna men fossil har även återfunnits under arkeologiska utgrävningar vid grottan Figueira Brava på Portugals västra kust. Häckningskolonierna förekom i sanddyner, till skillnad från den mindre och sympatriska lavaliran som häckade i lavafält. Dynliran dog ut för 2000-3000 år sedan troligen på grund av jakt samtidigt som de första människorna kom till ögruppen.

## Utseende
Dynliran var relativt stor, mittemellan mindre lira och gulnäbbad lira. 

## Namn
Fågelns vetenskapliga artnamn hedrar Jean Hole, samlare av fossil och fältarbetare på Fuerteventura i Kanarieöarna.